# Saison 11 d'Urgences
Chronologie
Saison 10 Saison 12
Cet article présente le guide des épisodes de la onzième saison de la série télévisée Urgences (E.R.).
À noter, dans un but de clarification des personnages : il existe différents « grades » concernant les employés d'un hôpital, pour plus de précision consultez la section grades de l'article principal Urgences.

## Distribution

### Acteurs principaux
- Noah Wyle (VF : Eric Missoffe) : Dr John Carter, urgentiste titulaire
- Sherry Stringfield (VF : Emmanuelle Bondeville) : Dr Susan Lewis, urgentiste titulaire, chef des urgences (dès l'épisode 4)
- Laura Innes (VF : Valérie de Vulpian) : Dr Kerry Weaver, urgentiste titulaire, chef du personnel de l'hôpital
- Alex Kingston (VF : Catherine Privat) : Dr Elizabeth Corday, titulaire en chirurgie traumatologique, chef de la chirurgie (départ lors de l'épisode 4)
- Goran Višnjić (VF : Stéphane Ronchewski) : Dr Luka Kovac, urgentiste titulaire
- Ming-Na (VF : Yumi Fujimori) : Dr Jing-Meï « Deb » Chen, urgentiste titulaire (départ lors de l'épisode 9)
- Maura Tierney (VF : Laura Blanc) : Dr Abby Lockhart, interne aux urgences
- Mekhi Phifer (VF : Didier Cherbuy) : Dr Gregory Pratt, urgentiste résident de 3e année
- Parminder Nagra (VF : Vanina Pradier) : Dr Neela Rasgotra, interne aux urgences
- Linda Cardellini (VF : Julie Turin) : Samantha « Sam » Taggart, infirmière
- Shane West (VF : Stéphane Miquel) : Dr Ray Barnett, interne aux urgences

### Acteurs récurrents

#### Membres du personnel de l'hôpital
- Leland Orser (VF : Charles Borg) : Dr Lucien Dubenko, titulaire en chirurgie traumatologique (épisode 3), chef de la chirurgie (épisode 9).
- John Aylward (VF : Michel Bedetti) : Dr Donald « Don » Anspaugh, titulaire en chirurgie générale, membre du conseil de l'hôpital
- Sam Anderson (VF : Jean-Claude Robbe) : Dr Jack Kayson, cardiologue titulaire, chef de la cardiologie, membre du conseil de l'hôpital
- Scott Grimes (VF : Donald Reignoux) : Dr Archibald « Archie » Morris, urgentiste résident de 3e année
- Sara Gilbert : Dr Jane Figler, externe (2e année)
- Eion Bailey : Jake Scanlon, externe (1re année)
- Deezer D (en) (VF : Martin Brieuc) : Malik McGrath, infirmier
- Yvette Freeman (VF : Maïté Monceau) : Haleh Adams, infirmière (dénommée Shirley Adams dans la version française)
- Lily Mariye (en) (VF : Catherine Artigala) : Lily Jarvik, infirmière
- Laura Cerón (VF : Colette Nucci) : Ethel « Chuny » Marquez, infirmière
- Kyle Richards : Dori, infirmière
- Bellina Logan (en) : Kit, infirmière en chirurgie
- Nadia Shazana : Jacy, infirmière en chirurgie
- Donal Logue : Chuck Martin, infirmier volant (secours par hélicoptère)
- Abraham Benrubi (VF : Bruno Carna) : Jerry Markovic, réceptionniste
- Troy Evans (VF : Christian Peythieu) : Frank Martin, réceptionniste
- Pamela Sinha : Amira, réceptionniste
- Emily Wagner (VF : Annabelle Roux) : Doris Pickman, secouriste
- Montae Russell (en) : Zadro White, secouriste
- Lynn A. Henderson (VF : Véronique Alycia) : Pamela Olbes, secouriste
- Brian Lester : Brian Dumar, secouriste
- Demetrius Navarro (en) : Morales, secouriste
- Michelle Bonilla : Christine Harms, secouriste
- Louie Liberti : Tony Bardelli, secouriste
- Mädchen Amick : Wendall Meade, services sociaux

#### Autres
- Sharif Atkins (VF : Lionel Melet) : Dr Michael Gallant, médecin militaire
- Chad Lowe : Dr George Henry, ancien externe aux urgences
- Thandie Newton (VF : Odile Schmitt) : Makemba « Kem » Likasu, petite-amie de John Carter
- Henry O (en) : M. Chen, père de Jing-Meï Chen
- China Jesusita Shavers (en) : Olivia Evans, petite-amie de Greg Pratt
- Danny Glover : Charlie Pratt, père de Greg Pratt
- Sam Jones III : Chaz Pratt, demi-frère de Greg Pratt
- Oliver Davis (en) : Alex Taggart, fils de Sam Taggart
- Garret Dillahunt : Steve Curtis, père d'Alex Taggart
- Red Buttons : Jules « Ruby » Rubadoux, patient récurrent
- Alexis Michalik (VF : lui-même) : Michel Timbaud

## Épisodes

### Épisode 1:Partir ou revenir
- États-Unis : 23 septembre 2004 sur NBC

### Épisode 2:Jeunesses brisées
- États-Unis : 7 octobre 2004 sur NBC

### Épisode 3:Courage, Carter
- États-Unis : 14 octobre 2004 sur NBC

### Épisode 4:Peur
- États-Unis : 21 octobre 2004 sur NBC

### Épisode 5:La Course aux patients
- États-Unis : 4 novembre 2004 sur NBC

### Épisode 6:Heure du décès
- États-Unis : 11 novembre 2004 sur NBC

- Ray Liotta

### Épisode 7:Homme blanc, cheveux noirs
- États-Unis : 18 novembre 2004 sur NBC

### Épisode 8:Coup de feu
- États-Unis : 2 décembre 2004 sur NBC

### Épisode 9:Douce Nuit
- États-Unis : 9 décembre 2004 sur NBC

### Épisode 10:À fleur de peau
- États-Unis : 13 janvier 2005 sur NBC

### Épisode 11:Contact visuel
- États-Unis : 20 janvier 2005 sur NBC

### Épisode 12:Les Mécènes
- États-Unis : 27 janvier 2005 sur NBC

### Épisode 13:Subalterne
- États-Unis : 3 février 2005 sur NBC

### Épisode 14:Je suis comme je suis
- États-Unis : 10 février 2005 sur NBC

- Frances Fisher

### Épisode 15:Peur muette
- États-Unis : 17 février 2005 sur NBC

- Cynthia Nixon

### Épisode 16:Ici et là-bas
- États-Unis : 24 février 2005 sur NBC

- Sharif Atkins

### Épisode 17:Retour dans le monde
- États-Unis : 24 mars 2005 sur NBC

- Sharif Atkins

### Épisode 18:Refus de soin
- États-Unis : 21 avril 2005 sur NBC

### Épisode 19:Monsieur Rubadoux
- États-Unis : 28 avril 2005 sur NBC

### Épisode 20:Être là
- États-Unis : 5 mai 2005 sur NBC

### Épisode 21:Carter est amoureux
- États-Unis : 12 mai 2005 sur NBC

### Épisode 22:Le spectacle continue
- États-Unis : 19 mai 2005 sur NBC

- Danny Glover